# Synagoge Vacha
Die Synagoge Vacha befand sich in der Stadt Vacha im heutigen Wartburgkreis in Thüringen.

## Jüdische Gemeinde
Eine jüdische Gemeinde ist in Vacha bereits für das Jahr 1323 nachweisbar. Sie bestand bis 1349. Vermutlich gab es bereits in dieser Zeit eine Synagoge und eine Mikwe. Um 1630 lebten zehn jüdische Familien in der Stadt, 1652 noch ein Jude.
1777 entstand eine jüdische Kultusgemeinde, die bis 1938 Bestand hatte. Am 21. August 1903 schlossen sich die letzten Mitglieder der aufgelösten Kultusgemeinde Völkershausen der Kultusgemeinde Vacha an. Im Jahr 1933 hatte die Stadt 71 jüdische Einwohner bei einer Gesamtbevölkerung von 2.300.

## Synagoge

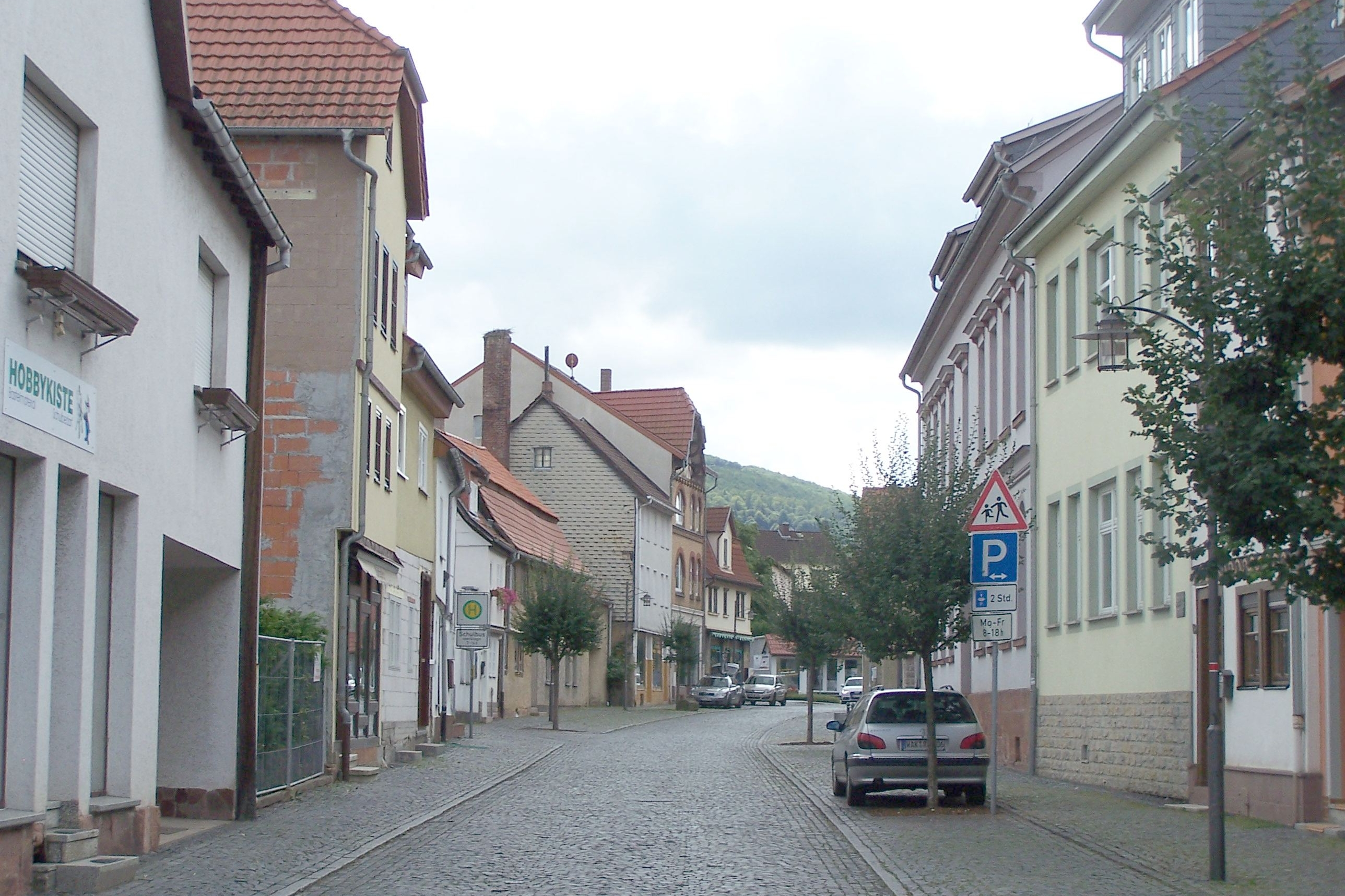
Schulstraße in Vacha: Links befand sich die Synagoge, rechts steht die Vitus-Grundschule mit der Kellermikwe

Die Synagoge wurde vermutlich 1786 zusammen mit der jüdischen Schule am Standort Schulstraße 22-24 errichtet. Sie wurde 1829 umgebaut und erweitert, um der gewachsenen jüdischen Gemeinde Platz bieten zu können. Die Inneneinrichtung wurde am 10. Oktober 1938 entfernt und das Gebäude für 1.900 Reichsmark an die Stadt Vacha veräußert. Im Juni 1948 wurde das Gebäude mit Grundstück an die Jüdische Landesgemeinde Thüringen rückübertragen. Diese verkaufte es 1954 an eine Privatperson. 1955 wurde es abgerissen, das Grundstück später teilweise neu bebaut.

## Gedenken
Bei Sanierungsarbeiten wurde 1998 im der früheren Synagoge gegenüberliegenden Gebäude eine vermutlich privat genutzte Kellermikwe entdeckt. An der heute dort vorhandenen Vitus-Grundschule ist eine Gedenktafel angebracht, die auf Synagoge und Mikwe hinweist. 
Auf dem teilweise erhaltenen jüdischen Friedhof wurde am 17. November 1998 ein Gedenkstein enthüllt. Im November 2013 stimmte der Vachaer Stadtrat der Verlegung von Stolpersteinen zur Erinnerung an jüdische Vachaer Bürger zu. (siehe auch: Liste der Stolpersteine in Vacha)